# ناوچه سبک کلاس بویان
ناوچه سبک کلاس بویان (به انگلیسی: Buyan-class corvette) یک کلاس از کشتی است که طول آن ۶۲ متر (۲۰۳ فوت) و ارتفاع آن ۶٫۵۷ متر (۲۲ فوت) می‌باشد.